# Острожский, Василий Фёдорович
Князь Василий Фёдорович Острожский по прозвищу Красный (? — 1461) — западнорусский князь и меценат Великого княжества Литовского. Будучи другом великого литовского князя Ягайла Казимира, поддерживал его в борьбе за польский трон. Участвовал в сеймах Королевства Польского 1446 и 1448 годов и в коронации Казимира в Кракове в 1447 году. Защищал от татар присоединенные к Литве русские земли. Некоторые письменные источники считают его причастным к постройке замка в Дубне в 1450 году. Построил Чеснокрестный монастырь на острове возле Дубна.
Потомок князя Данила Галицкого, сын святого Федора, князя Острожского и внук Данила Васильевича, родоначальника княжеского рода Острожских. Имел двух сыновей — Ивана Васильевича и Юрия Васильевича, князей Острожских.
Значительно расширил владения рода Острожских. Значительно расстроил и укрепил Острог, Дубно и другие города Волыни.
Внук Василия Федоровича — гетман войска великого княжества Литовского, Константин Иванович, князь Острожский, прославился победами над московитами и татарами. Пленных татар поселял в предместьях своих городов — татарских слободах.